# 6146 Adamkrafft
6146 Adamkrafft este un asteroid din centura principală de asteroizi.

## Descriere
6146 Adamkrafft este un asteroid din centura principală de asteroizi. A fost descoperit pe 30 septembrie 1973 la Observatorul Palomar de Cornelis Johannes van Houten, Ingrid van Houten-Groeneveld și Tom Gehrels. Asteroidul prezintă o orbită caracterizată de o semiaxă mare de 2,31 ua, o excentricitate de 0,26 și o înclinație de 3,4° în raport cu ecliptica.